# Pierre-Joseph Laurent (ingénieur)
Pour les articles homonymes, voir Pierre-Joseph Laurent et Laurent.
Pierre-Joseph Laurent, né le 12 décembre 1713 à Boussières-sur-Sambre et mort le 12 octobre 1773 à Paris, (il avait son hôtel rue de Vendôme), est un éclusier, ingénieur hydraulicien, et fait partie des premiers entrepreneurs du charbon français. Il commence dès son plus jeune âge à prendre la relève de son père, éclusier, il devient ensuite, par son propre travail, ingénieur hydraulicien, se lançant dans la création de canaux et de tunnel. Il s'associe ensuite à Augustin-Marie Le Danois, marquis de Cernay, pour la Compagnie de Raismes qui, en 1757, fusionne avec d'autres sociétés pour devenir la Compagnie des mines d'Anzin. 
Il épouse Suzanne Darlot avec qui il a deux enfants vivants, et s'occupe également de son neveu, ce dernier reprenant ses travaux. Après sa mort, une fosse et un lycée professionnel sont nommés en son hommage à Aniche. Une rue porte son nom à Aniche et une avenue à Auberchicourt.

## Biographie

### Naissance
Pierre-Joseph Laurent est né le 12 décembre 1713, à Boussières-sur-Sambre. Il est le deuxième fils de Jacques Laurent, éclusier à Bouchain, mort en 1759 à Somain et inhumé à Aniche. Édouard Grar, dans ses ouvrages publiés au milieu du XIXe siècle, indique que Pierre-Joseph Laurent serait né à Auberchicourt.

### Carrière
Pierre-Joseph Laurent succède d'abord à son père, comme éclusier à Bouchain, mais bientôt, mécanicien autodidacte, il devient un des ingénieurs les plus habiles. Les dispositions qu'il montre pour la mécanique se développent dès son bas âge, car avant qu'il a atteint sa dixième année, il a construit une machine hydraulique qui a été admirée du cardinal de Polignac. Chargé de l'assèchement des marais de la Flandre française et du Hainaut, il a considérablement amélioré la navigation de la Scarpe, et contribué à rendre à la culture de grandes proportions de terrains qui, avant lui, se trouvaient sous les eaux. Il a achevé ces travaux à l'âge de 21 ans, ce qui lui a valu de diriger les canaux de ces mêmes provinces, bien qu'il n'a jamais fait partie du corps des ingénieurs du gouvernement. Le préfet Dieudonné indique que Pierre-Joseph Laurent a surtout des droits à l'admiration et à la reconnaissance du département du Nord, par les travaux importants qu'il y a fait exécuter. Il y a opéré des assèchements reconnus impraticables jusqu'alors. Chargé de la direction des canaux de ce pays, il a facilité la navigation de la Scarpe, et a construit sur les autres rivières des écluses plus commodes. Valenciennes lui est redevable d'une machine ingénieuse pour ses fortifications et sa défense. Il a monté, pour la grille qui ferme la sortie de l'Escaut à Valenciennes, une machine au moyen de laquelle un homme peut la lever, tandis qu'auparavant, il fallait cinquante hommes et vingt-quatre heures.
Avant de s'associer à Augustin-Marie Le Danois, marquis de Cernay, pour la Compagnie de Raismes, il a fait une brillante fortune en dirigeant l'exploitation des mines de Pont-péan. Dans un de ses mémoires, la Compagnie de Cernay se vante de compter parmi ses membres le sieur Laurent, « le plus fameux artiste, le plus habile mécanicien qui ait encore paru, qui vient de dessécher les eaux de la mine de plomb de Pont-péan, en Bretagne, laquelle avait été abandonnée après une dépense de deux millions pendant dix ans, et qu'il a mis en état de rapporter au roi des sommes immenses, en récompense de quoi le roi lui a accordé en 1756 des lettres de noblesse et le cordon de chevalier de Saint-Michel. Le plus habile des Mathieu du sieur Desandrouin, associés à ses mines d'Anzin, avait été appelé au même endroit, il y a neuf ans, pour épuiser les eaux de cette mine ; il y a échoué, après y avoir fait des dépenses considérables ».
M. de Tilly rapporte que ces mines étaient sur le point d'être abandonnées : elles avaient causé la ruine de plusieurs compagnies ; l'abondance des eaux qui les inondaient faisait perdre l'espérance de pouvoir réussir à les épuiser. Une dépense de deux millions était perdue sans ressources. M. Laurent, flamand de nation, le plus habile mécanicien qui ait encore paru, se transporte sur ces mines dont l'assiette est dans un marais traversé d'une petite rivière sujette à déborder dans les temps pluvieux et qui noyait alors les fosses. Ce fameux ingénieur détourne alors cette rivière, lui fait un lit profond, se sert des mêmes eaux qui ruinaient auparavant les ouvrages, pour épuiser les fosses, et forme un étang qui sert de réservoir toutes les fois que cette rivière est à sec. Partout on voit le génie de la mécanique raisonnée, dans les machines qui servent à cet épuisement. Les travaux sont repris, et l'espérance d'un succès prochain renaît.
Une statue de Louis XV, dit M. Dutilleuil, devait être amenée de Paris à Valenciennes en 1757. Cette statue était de Jacques Saly, sculpteur valenciennois. Pierre-Joseph Laurent a fait construire à cet effet un chariot que deux hommes conduisent, au lieu de cent chevaux qu'il aurait fallu pour un chariot ordinaire.
En 1758 et 1759, il a été entrepreneur des fourrages pour l'artillerie, entreprise à laquelle il a associé son frère Jean-Baptiste. En 1760, il fabrique pour un soldat un bras artificiel à l'aide duquel cet invalide, quoiqu'il ne lui reste plus que quatre à cinq pouces du bras gauche, et rien du bras droit, a pu écrire en face du roi et lui présenter un placet. Le comte d'Auvet et le duc de la Vrillière ont eu recours à lui pour se procurer des bras artificiels.
Au nombre de ses travaux hydrauliques, on cite la cascade de Brunoy, celle de Chanteloup... Mais la plus grande comme la plus étonnante de ses entreprises, d'après Dieudonné, que Voltaire écrivant à l'auteur, appelait un chef-d'œuvre inouï, est la jonction de l'Escaut et de la Somme par un canal souterrain de trois lieues d'étendue.
Dès le début du XVIIIe siècle, on a compris combien il serait important d'établir une grande ligne de communication entre le nord et le sud de la France. Dans ce but, un canal, dont le projet a été arrêté en 1727, est creusé pour joindre l'Oise à la Somme, entre Chauny et Saint-Quentin. Il se nomme canal Crozat, du nom de son concessionnaire, ou canal de Picardie, du nom de la province. Onéreux à la famille Crozat, elle obtient par M. le duc de Choiseul, alors ministre, qu'il soit acquis par l'État, ce qui a été fait le 23 août 1767. M. de Choiseul, à la satisfaction duquel Pierre-Joseph Laurent a dirigé et distribué les eaux de la terre de Chanteloup qui appartient au duc, le fait nommer, par arrêt du conseil du 7 décembre de la même année, directeur-général du canal Crozat. Il le charge en outre d'examiner et de proposer les moyens d'opérer la jonction de la Somme à l'Escaut, par la continuation du canal de Picardie, afin de tirer de ce dernier tous les avantages que l'on pouvait en espérer. Un projet avait déjà été proposé en 1727 par l'ingénieur Devic.
Entretemps, Pierre-Joseph Laurent est nommé, par arrêt du conseil du 24 février 1769, directeur-général, non seulement de la continuation projetée du canal Crozat, depuis Saint-Quentin Jusqu'à Cambrai, mais encore de l'Escaut navigable depuis Cambrai jusqu'à la frontière. Le nouveau canal est alors commencé d'après les études et les plans que Pierre-Joseph Laurent a fait à ses frais, une somme annuelle de 300 000 livres est affectée à ses travaux, qu'il a poussés avec activité jusqu'à sa mort. Le projet de Laurent, préféré à celui de Devic, différait en ce qu'il traverse sur un seul alignement tout le plateau par un canal souterrain de 13 772 mètres, soit trois lieues, tandis que dans le projet de Devic, il n'y avait que 8 400 mètres de souterrain, mais divisés en deux canaux séparés par un canal à ciel ouvert.
Le 1er juillet 1770, le nouveau canal de Picardie ou canal d'Amiens, aujourd'hui canal de la Somme, est déclaré d'utilité publique. Les plans et devis de ce canal faits par Laurent ayant été adoptés, celui-ci en a été nommé le directeur-général, qualité qui lui a été confirmée par arrêt du conseil du 2 septembre 1771, qui réunit l'ancien et le nouveau canal de Picardie sous une même administration.
C'est au milieu de ces immenses travaux que la mort enlève, à l'âge de 59 ans, Pierre-Joseph Laurent. Tombé malade à Paris le 12 juillet 1773, en revenant de visiter ses travaux, il meurt le 12 octobre suivant. Le journal des mines, l'année qui précède sa mort, indique que « Laurent que le canal de Picardie a rendu célèbre, appelé sans doute par l'administration de la province, se transporte en Bourgogne, pendant la durée des États, en 1772, pour donner son avis sur l'emplacement et la direction du point de partage du canal de Bourgogne. Sa réputation s'était tellement répandue en Europe, que plusieurs souverains le sollicitèrent pour qu'il allât s'établir chez eux ; il préféra rester en France où il se fit chérir par sa bienfaisance ».

### Descendance
Pierre-Joseph Laurent a eu de sa femme, Suzanne Darlot, deux enfants vivants. 
- Pierre-Charles Laurent de Villedeuil, né à Bouchain le 11 octobre 1742, a été successivement conseiller au parlement de Flandre, maître des requêtes, intendant de la librairie, intendant de la généralité de Rouen, contrôleur-général des finances et ministre de la maison du roi. Il épouse Mlle D'Agay, fille de l'Intendant de Picardie. dont il a quatre enfants, deux fils et deux filles, dont un seul encore vivant en 1850, l'aîné des fils. Thimoléon Laurent, marquis de Villedeuil, est régisseur de la Compagnie des mines d'Anzin, comme l'a été son grand-père lors de la création de cette compagnie. Charles Laurent de Villedeuil, frère du précédent, a laissé deux filles et un fils.
- Marie Joseph Félicité Laurent, née à Bouchain le 10 juillet 1740 , épouse Louis de Montmerqué, dont elle a eu quatre filles dont Mesdames Marchal de "Sainsny", Oursin de Monchevrel et Le Bas de Courmont. Cette dernière épousera en secondes noces François Pierre Guérin et auront pour petits-fils les célèbres frères Edmond et Jules Huot de Goncourt.
Pierre-Joseph Laurent a élevé et pris en affection un fils de son frère Jean-Baptiste. Ce neveu, Charles-Eustache Laurent, connu sous le nom de Laurent de Lyonne, est né à Aniche, le 21 juillet 1751. Il l'a aidé dans tous ses travaux de canalisation, dans lesquels il lui a succédé.

### Postérité
En 1775, le gouvernement ordonne la suspension des travaux du canal de Saint-Quentin, un million y a été consacré. La guerre d'Amérique ne permettant pas d'employer des fonds suffisants à la navigation intérieure, le canal paraît oublié jusqu'en 1781, époque à laquelle la famille Laurent a voulu lever les obstacles qui s'opposent à sa continuation, en offrant de se charger de la moitié de la dépense, moyennant une concession de 108 années. Elle obtient cette concession, par lettres patentes de 1783, mais le parlement n'a pas voulu les enregistrer, parce qu'il considérait l'entreprise comme trop avantageuse aux concessionnaires.
En 1791, les départements du Nord et de l'Aisne demandent à l'Assemblée nationale de décréter la continuation du canal Laurent, mais les guerres de la Révolution absorbent toutes les ressources. Ce n'est qu'en l'an IX que le gouvernement s'occupe de cet objet. Une commission d'ingénieurs se rend à Saint-Quentin où le premier consul lui-même se trouve. Tous les projets pour joindre la Sambre à L'Escaut, l'Oise à la Samble, ou la Somme à l'Escaut, ont été examinés. Le canal souterrain a été préféré par le gouvernement après avoir pris l'avis conforme des ponts-et-chaussées et du ministre de la guerre qui se détermine sur le rapport qui lui a été fait par les généraux Rosières, inspecteur-général des fortifications et Estourmel, général de division.
Restait à choisir entre le projet de l'ingénieur Devic et celui de Laurent. Le dernier l'emporte et a été adopté par l'assemblée des ponts-et-chaussées, à la majorité de vingt-et-une voix contre neuf dans la séance du 15 ventôse an X. Laurent de Lyonne, qui a assisté à la délibération, « adresse des remerciements à l'assemblée pour le témoignage qu'elle venait de donner à la mémoire de son oncle ».
Cependant, le gouvernement a cru devoir prendre l'avis de l'institut, Conformément à cet avis et contrairement à celui des ponts-et-chaussées, il donne la préférence au canal Devic qui a été exécuté. Le nom de canal Laurent a fait place à celui de canal de Saint-Quentin.

## Hommages
Une fosse Laurent a été ouverte à Hergnies par la Compagnie des mines d'Anzin de 1838 à 1884. Un lycée professionnel porte son nom à Aniche, rue Laudeau, près de l'ancienne fosse Saint-Édouard de la Compagnie des mines d'Azincourt. Une rue porte son nom à Aniche et à Auberchicourt.
La plaque en souvenir de Pierre Joseph Laurent a été replacée à Bouchain sur le pont de l'Escaut qui porte son nom.
Elle avait été retirée, il y a une dizaine d'années, à la suite d'un accident de la circulation. Elle était à l'opposé de cet emplacement. Elle rend hommage à ce grand homme, certes avec l'erreur innocente du lieu de naissance.

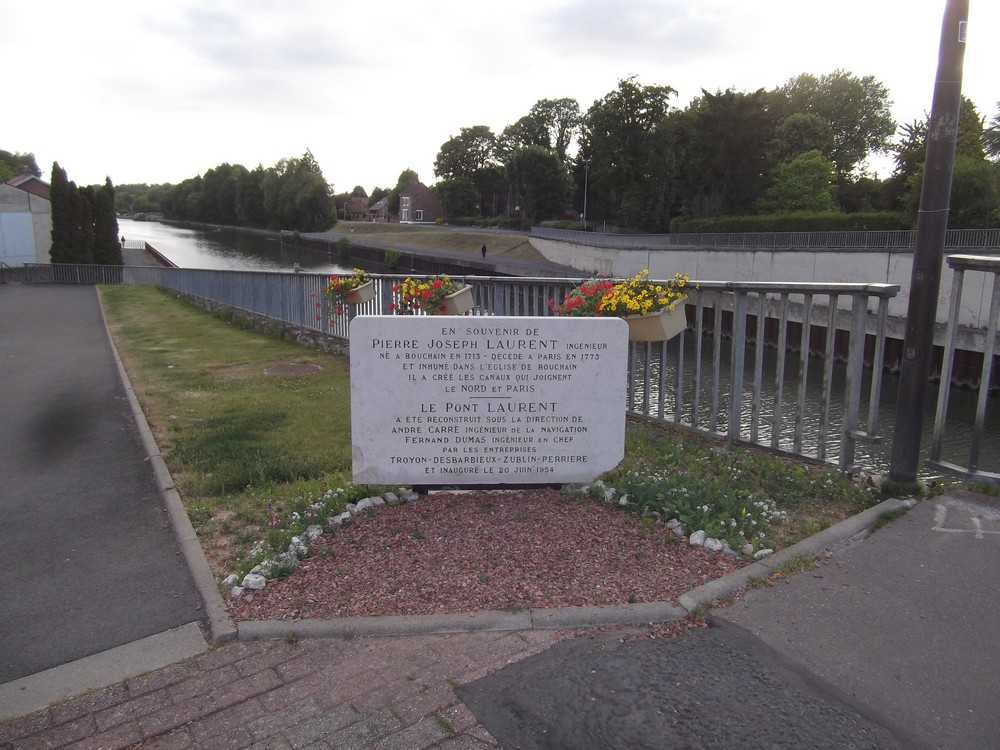
Pont Laurent sur le canal de l'Escaut à Bouchain avec la plaque à la mémoire de Pierre Joseph LAURENT

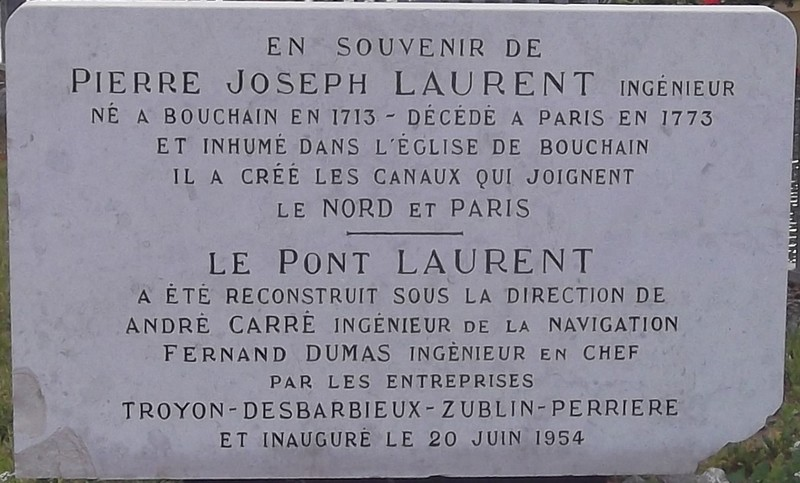
Plaque commémorative près du pont Laurent à Bouchain